# The Coup de Grace
The Coup de Grace est un groupe de thrash metal américain, originaire de Minneapolis, dans le Minnesota. Formé en 1986, il se compose initialement des membres fondateurs James « Jimmy Coup » Mecherle, Kurt Gillipsie, Chris Westling, et Steve Wresh.

## Biographie
Le groupe The Coup de Grace est formé en 1988. En 1990, ils publient leur premier album éponyme avec Dave Pirner (Soul Asylum). Le groupe se compose à cette période du chanteur et guitariste James « Jimmy Coup » Mecherle, du guitariste Steve Wresh, du bassiste et du batteur Kurt Gillispie Chris Westling. Au cours des cinq années qui suivent, le groupe reste silencieux jusqu'à la publication de leur deuxième album, The Art of Survival. Le bassiste Kyle Lund et le batteur Brett Degendorfer se joignent ensuite au groupe. Après la sortie de l'album, le groupe change de nouveau les rôles de sa formation : Tommy Dee endosse désormais le rôle de bassiste, tandis que Brent Degendorfer s'occupe de la batterie. Mark Chaussee s'occupera de la guitare. En 1996, le groupe se sépare.

## Style
Uwe Schnädelbach de Metal Hammer leur attribue des groupes tels que Metallica, Thin Lizzy et Mercyful Fate comme leurs principales influences. Schnädelbach explique que leur premier éponyme ressemble presque à un mélange de ces groupes, notamment les riffs de guitare à la Metallica. Thethrashmetalguide.com, concernant l'album, entend quelques éléments de thrash metal, de heavy metal traditionnel, de power metal et de hard rock. Le deuxième album s'oriente plus vers le hard rock.

## Discographie
- 1988 : Bombs Away (démo)
- 1990 : The Coup de Grace (album)
- 1990 : Til the Bitter End / Sad But True (démo)
- 1995 : The Art of Survival (album)